# USS Bearss (DD-654)
USS Bearss (DD-654) là một tàu khu trục lớp Fletcher được Hải quân Hoa Kỳ chế tạo trong Chiến tranh Thế giới thứ hai. Nó là chiếc tàu chiến duy nhất của Hải quân Mỹ được đặt theo tên Thiếu tướng Thủy quân Lục chiến Hiram I. Bearss (1875–1938), người được tặng thưởng Huân chương Danh dự trong cuộc Chiến tranh Tây Ban Nha-Hoa Kỳ. Nó hoạt động cho đến hết Thế Chiến II, ngừng hoạt động một giai đoạn ngắn, rồi tiếp tục phục vụ trong Chiến tranh Lạnh cho đến khi xuất biên chế năm 1963, và bị bán để tháo dỡ năm 1976. Bearss được tặng thưởng một Ngôi sao Chiến trận do thành tích phục vụ trong Thế Chiến II.

## Thiết kế và chế tạo
Bearss được đặt lườn tại xưởng tàu của hãng Gulf Shipbuilding Corp. ở Chickasaw, Alabama vào ngày 14 tháng 7 năm 1942. Nó được hạ thủy vào ngày 25 tháng 7 năm 1943; được đỡ đầu bởi bà Louise Bearss, vợ góa Tướng Bearss; và nhập biên chế vào ngày 12 tháng 4 năm 1944 dưới quyền chỉ huy của Hạm trưởng, Trung tá Hải quân J. A. Webster.

## Lịch sử hoạt động

### Thế Chiến II
Bearss trình diện để phục vụ cùng Hạm đội Thái Bình Dương, và hoạt động tại vùng biển quần đảo Hawaii trong tháng 7 năm 1944. Vào ngày 9 tháng 8, nó đi đến Adak, Alaska, và phục vụ cùng các Lực lượng Đặc nhiệm 92 và 94 trong các chiến dịch càn quét tàu bè và bắn phá bờ biển tại khu vực quần đảo Kuril và biển Okhotsk cho đến khi chiến tranh kết thúc.
Bearss tham gia các cuộc bắn phá lên Matsuwa vào các ngày 21 tháng 11 năm 1944; 16 tháng 3 và 11-12 tháng 6 năm 1945; lên Suribachi Wan vào các ngày 5 tháng 1 và 19 tháng 5 năm 1945; lên Kurabu Wan vào ngày 18 tháng 2 năm 1945; cũng như các đợt càn quét chống tàu bè vào các ngày 19 tháng 5; 25 tháng 6; 17-19 tháng 7; 22 tháng 7 và 11 tháng 8 năm 1945. Nó đi đến Ominato, Honshū vào ngày 8 tháng 9, và tuần tra dọc theo bờ biển phía Nam đảo Hokkaidō cho đến khi quay trở về Hoa Kỳ. Nó về đến Charleston, South Carolina vào ngày 22 tháng 12 năm 1945, được đưa về lực lượng dự bị vào ngày 12 tháng 7 năm 1946 rồi được cho xuất biên chế vào ngày 31 tháng 1 năm 1947.

### Chiến tranh Lạnh
Bearss được cho nhập biên chế trở lại vào ngày 7 tháng 9 năm 1951, và gia nhập Đội khu trục 322 trực thuộc Hải đội Khu trục 32, Hạm đội Đại Tây Dương. Nó phục vụ dọc theo vùng bờ Đông Hoa Kỳ và vùng biển Caribe, từng thực hiện hai chuyến đi sang khu vực Địa Trung Hải cùng một đợt bố trí sang Viễn Đông từ tháng 4 đến tháng 10 năm 1954 vốn đã đưa con tàu đi vòng quanh thế giới. Vào tháng 8 và tháng 9 năm 1958, con tàu nằm trong thành phần Lực lượng Đặc nhiệm 88 tham gia Chiến dịch Argus, những cuộc thử nghiệm bom nguyên tử trên độ cao rất cao.
Bearss được cho xuất biên chế vào năm 1963. Tên nó được cho rút khỏi danh sách Đăng bạ Hải quân vào ngày 1 tháng 12 năm 1974, và con tàu bị bán để tháo dỡ vào ngày 14 tháng 4 năm 1976.

## Phần thưởng
Bearss được tặng thưởng một Ngôi sao Chiến trận do thành tích phục vụ trong Thế Chiến II.